# Finnsementti
Finnsementti Oy est un cimentier finlandais, basé à Parainen en Finlande.

## Présentation
L'entreprise possède des cimenteries à Parainen et Lappeenranta, une usine de scories broyées à Raahe et une usine d'additifs, ainsi que le traitement et le stockage de gravier à Parainen. 
Les terminaux cimentiers sont situées à Kirkkonummi, Pietarsaari, Oulu, Vaasa et Mariehamn.